# Peugeot 208 T16 Pikes Peak
Der Peugeot 208 T16 Pikes Peak ist ein Motorsportprototyp des Automobilherstellers Peugeot. Mit diesem Fahrzeug nahm Rallye-Pilot Sébastien Loeb am 30. Juni 2013 erstmals am Bergrennen des Pikes Peak International Hill Climb teil und stellte mit einer Zeit von 8:13,878 min einen neuen Streckenrekord auf, der bis zum Rekordlauf von VW im Jahre 2018 Bestand hatte. Mit dem eigentlichen Peugeot 208 hat das Rennsportmodell nur sehr wenig gemeinsam.

## Technik
Für den Bau des Fahrzeuges wurden zahlreiche Elemente vom Langstreckenprototyp Peugeot 908 übernommen, darunter das Fahrwerk, die Bremsen, die Heckflügel und das Cockpit. Der verwendete V6-Biturbo entspricht dem älteren, zuvor von Pescarolo im Courage C60 verbauten Rennmotor. Der Basismotor fand unter anderem im Clio V6 und im Espace Verwendung. Mit einem Leergewicht von 875 kg und einer Motorleistung von 875 PS liegt das Leistungsgewicht bei 1 kg/PS.

## Technische Daten
| Technische Details |                                                                                      |
| Datenbezeichnung   | Beschreibung                                                                         |
| Motorbauweise      | PSA ES V6-Zylinder-Twin-Turbo, längs mittig eingebaut mit vier Ventilen pro Zylinder |
| Höchstdrehzahl     | 7800/min                                                                             |
| Antrieb/Getriebe   | Allradantrieb mit 6-Gang sequenziell (Lenkradschaltung)                              |
| Fahrwerk           | Doppelquerlenker per Druckstangen betätigte Drehstabfedern und Stoßdämpfer           |
| Reifenhersteller   | Michelin                                                                             |
| Chassis            | Stahlgitterrohrrahmen                                                                |
| Karosserie         | Carbon-Fiberglas-Verbundbauweise                                                     |
| Beschleunigung     | 0–100 km/h: 1,8 s 0–240 km/h: 7,0 s                                                  |